# Teknisk diagnostik
Teknisk diagnostik är att från givna insignaler, utlästa givarvärden och en modell av hur systemet uppför sig i dess olika tillstånd bestämma i vilket av tillstånden ett system befinner sig.
Ett mycket enkelt exempel är en krets bestående av ett batteri och en lampa. Insignalen kan då vara "Batteriet har en spänningsskillnad mellan polerna" eller "Batteriet är tomt" (har ej spänningsskillnad). Utsignal kan då vara "lampan lyser" eller "lampan lyser ej". Systemets tillstånd kan antas vara "Alla komponenter ok" eller "Lampan trasig".
Givet insignalen "Batteriet har en spänningsskillnad mellan polerna" och utsignalen "lampan lyser" kan man dra slutsatsen att systemet befinner sig i tillståndet "Alla komponenter ok". Med samma insignal och utsignalen "Lampan lyser ej" kan man dra slutsatsen att systemet befinner sig i tillståndet "Lampan trasig".
Teknisk diagnostik används idag bland annat i bilar för att kontrollera att bilen fungerar som den ska, detta kallas OBD och även i säkerhetskritiska system som flygplan.